# Múscul piramidal de la pelvis
El múscul piramidal de la pelvis o múscul piriforme (musculus piriformis) és un múscul a la regió glútia de l'extremitat inferior. És un múscul pla, de forma piramidal, situat gairebé en paral·lel al costat posterior del gluti mitjà. Una part és dins de la pelvis contra la seva paret posterior, i l'altra a la part posterior de l'articulació del maluc.

## Anatomia
S'origina en la part frontal del sacre per tres digitacions carnoses, que s'ajunta a les porcions d'os entre els primers forats, segon, tercer i quart sacre anterior, i amb les ranures principals dels forats: unes poques fibres també sorgeixen des del marge del forat ciàtic major, i de la superfície anterior del lligament sacrotuberós.
la part de la columna vertebral en la regió glútia, i des de la vora superior de l'escotadura ciàtica major (així com la càpsula de l'articulació sacroilíaca i el lligament sacrotuberós). Surt de la pelvis a través del forat ciàtic major per inserir-se al trocànter major del fèmur. El seu tendó s'uneix amb freqüència els tendons de la bessó superior, bessó inferior, i els músculs obturador intern abans de la inserció.
El múscul s'estén fora de la pelvis a través del forat ciàtic major, la part superior de la qual és plena, i s'insereix per un tendó arrodonit a la vora superior del trocànter major per darrere, però sovint barrejats en part amb el tendó comú de l'obturador intern i gemellí.